# Juan Bautista Túpac Amaru
Juan Bautista Condorcanqui Monjarrás (Tungasuca, 1747 - Buenos Aires, 1827) fue arriero, campesino, militar y patriota mestizo-peruano, medio hermano del rebelde Túpac Amaru II.

## Biografía
Legalmente hijo del noble inca Miguel Condorcanqui del Camino-Usquiconsa (fallecido en 1750), curaca de Surimana, Pampamarca y Tungasuca y padre del líder rebelde Túpac Amaru II, y de la criolla Ventura Monjarrás. Dedicado a las actividades agrícolas, al igual que otros miembros de la familia, también se dedicaba al arrieraje. Al momento de la gran rebelión residía en Tinta y estaba casado con Susana Guerra. 
Durante el juicio a los Túpac Amaru diría ser hijo ilegítimo de un tal Joseph Aparicio y que fue forzado a seguir las actividades revolucionarias de su familia, admitiendo tener a su cargo la artillería en Paucartambo. Prisionero en el Cuzco hasta el 22 de noviembre de 1783, fue enviado a un calabozo del Callao  y desde allí enviado a España. Estuvo tres años prisionero en el castillo de San Sebastián y luego en Ceuta.
Según Bartolomé Mitre; Juan Bautista Túpac Amaru, liberado, llegó a Buenos Aires en 1823 donde

"... por orden del Gobierno que le señaló una pensión, escribió una relación de sus padecimientos bajo el título "El dilatado cautiverio bajo el gobierno español de Juan Bautista Túpac Amaru, 5.º nieto del último emperador del Perú.'"

Sin embargo, la investigadora Katia Gibaja sostiene que fue liberado en 1813 por los oficios de fray Marcos Durán Martel quien lo embarcó a Buenos Aires, y que participó en las guerras de independencia hispanoamericanas.
Su nombre fue mencionado en el Congreso de Tucumán, que declaró la independencia de la Argentina, como posible candidato para el trono de las Provincias Unidas en Sudamérica; tal como lo proponía Manuel Belgrano con el Plan del Inca.
Murió en Buenos Aires el 2 de septiembre de 1827 y está sepultado en una tumba sin identificar en el cementerio de la Recoleta de Buenos Aires.